# Майкъл Гоф
Майкъл Гоф (на английски: Michael Gough) (23 ноември 1916 г. – 17 март 2011 г.) е английски актьор. Популярен е с ролята си на Алфред Пениуърт в четирите филма за Батман, започвайки с „Батман“ на режисьора Тим Бъртън от 1989 г. Гоф прави своя филмов дебют във филма „Бланш Фюри“ от 1948 г. и оттогава се е появявал най-вече по английската телевизия.

## Частична филмография
- 1948 – „Бланш Фюри“ (Blanche Fury)
- 1948 – „Ана Каренина“ (Anna Karenina)
- 1949 – „Малката задна стаичка“ (The Small Back Room)
- 1953 – „Ричард III“ (Richard III)
- 1958 – „Дракула“ (Dracula)
- 1962 – „Фантомът от Операта“ (The Phantom of the Opera)
- 1969 – „Влюбени жени“ (Women in Love)
- 1970 – „Юлий Цезар“ (Julius Caesar)
- 1971 – „Посредникът“ (The Go-Between)
- 1974 – „Галилео“ (Galileo)
- 1978 – „Момчетата от Бразилия“ (The Boys from Brazil)
- 1983 – „Гардеробиерът“ (The Dresser)
- 1984 – „Сините от Оксфорд“ (Oxford Blues)
- 1984 – „Строго сектретно!“ (Top Secret!)
- 1984 – „Коледна песен“ (A Christmas Carol)
- 1985 – „Далеч от Африка“ (Out of Africa)
- 1986 – „Караваджо“ (Caravaggio)
- 1987 – „Машенка“ (Maschenka)
- 1989 – „Батман“ (Batman)
- 1989 – „Без презрамки“ (Strapless)
- 1992 – „Батман се завръща“ (Batman Returns)
- 1993 – „Невинни години“ (The Age of Innocence)
- 1993 – „Витгенщайн“ (Wittgenstein)
- 1994 – „Нострадамус“ (Nostradamus)
- 1994 – „Разкритието“ (Uncovered)
- 1995 – „Батман завинаги“ (Batman Forever)
- 1997 – „Батман и Робин“ (Batman & Robin)
- 1999 – „Слийпи Холоу“ (Sleepy Hollow)
- 2005 – „Булката труп“ (Corpse Bride)
- 2010 – „Алиса в Страната на чудесата“ (Alice in Wonderland)